# Sebá
Sebastião de Freitas Couto Júnior, noto come Sebá (Salvador, 8 giugno 1992), è un calciatore brasiliano, attaccante del Marko.

## Caratteristiche tecniche
Ala destra, può ricoprire ogni ruolo del reparto offensivo.

## Palmarès

### Competizioni statali
- Campionato Mineiro: 1

Cruzeiro: 2011

### Competizioni nazionali
- Campionato portoghese: 1

Porto: 2012-2013
- Campionato greco: 2

Olympiakos: 2015-2016, 2016-2017